# Acanthodactylus schmidti
Acanthodactylus schmidti е вид влечуго от семейство Гущерови (Lacertidae). Видът е незастрашен от изчезване.

## Разпространение
Разпространен е в Йордания, Ирак, Иран, Кувейт, Обединени арабски емирства, Оман и Саудитска Арабия.

## Описание
Популацията им е стабилна.